# Kélégougan
Kélégougan est une ville de l’agglomération de Lomé au Togo, elle se situe au nord-est sur la nationale 34.